# We Are the Void
We Are the Void deveti je studijski album švedskog melodičnog death metal sastava Dark Tranquillity. Objavljen je 24. veljače 2010. godine. Prvi i jedini je album s basistom Danielom Antonssonom, koji se pridružio skupini 2008., a napustio ju je 2013.

## Popis pjesama
Tekstovi: Mikael Stanne, Niklas Sundin (pjesme 8., 11.). 
| 1.    | »Shadow in Our Blood«      | Sundin                                 | 3:46 |
| 2.    | »Dream Oblivion«           | Martin Henriksson, Daniel Antonsson    | 3:48 |
| 3.    | »The Fatalist«             | Henriksson, Anders Jivarp              | 4:32 |
| 4.    | »In My Absence«            | Sundin, Henriksson, Martin Brändström  | 4:47 |
| 5.    | »The Grandest Accusation«  | Sundin, Henriksson, Brändström, Jivarp | 4:55 |
| 6.    | »At the Point of Ignition« | Sundin, Henriksson                     | 3:52 |
| 7.    | »Her Silent Language«      | Sundin, Henriksson, Jivarp             | 3:33 |
| 8.    | »Arkhangelsk«              | Sundin                                 | 3:56 |
| 9.    | »I Am the Void«            | Sundin, Jivarp, Henriksson             | 4:00 |
| 10.   | »Surface the Infinite«     | Henriksson, Brändström, Jivarp         | 3:50 |
| 11.   | »Iridium«                  | Sundin, Brändström                     | 6:43 |
| 47:42 |                            |                                        |      |

| Bonusovi pjesme na japonskom izdanju | Bonusovi pjesme na japonskom izdanju | Bonusovi pjesme na japonskom izdanju | Bonusovi pjesme na japonskom izdanju | Bonusovi pjesme na japonskom izdanju | Bonusovi pjesme na japonskom izdanju | Bonusovi pjesme na japonskom izdanju | Bonusovi pjesme na japonskom izdanju | Bonusovi pjesme na japonskom izdanju | Bonusovi pjesme na japonskom izdanju |
| Br.                                  | Skladba                              | Skladatelj                           | Trajanje                             |                                      |                                      |                                      |                                      |                                      |                                      |
| ------------------------------------ | ------------------------------------ | ------------------------------------ | ------------------------------------ | ------------------------------------ | ------------------------------------ | ------------------------------------ | ------------------------------------ | ------------------------------------ | ------------------------------------ |
| 12.                                  | »Star of Nothingness« (instrumental) | Sundin                               | 2:12                                 |                                      |                                      |                                      |                                      |                                      |                                      |
| 13.                                  | »Out of Gravity«                     | Henriksson, Jivarp, Sundin           | 4:40                                 |                                      |                                      |                                      |                                      |                                      |                                      |
| 53:36                                |                                      |                                      |                                      |                                      |                                      |                                      |                                      |                                      |                                      |

## Zasluge
| Dark Tranquillity - Mikael Stanne – vokal - Niklas Sundin – gitara, omot albuma - Martin Henriksson – gitara - Daniel Antonsson – bas-gitara, glavna gitara (pjesme 1., 6.), inženjer zvuka - Martin Brändström – elektronika, inženjer zvuka - Anders Jivarp – bubnjevi |  | Ostalo osoblje - Katja Kuhl – fotografije - Stefan Wibbeke – grafički dizajn - Hasse Kosonen – inženjer zvuka - Tue Madsen – mix, mastering |